# Queckfeldt
Queckfeldt är en svensk adelsätt från Södermanland som utnämndes till Sveriges 979:e adliga släkt 1675. De introducerades på Sveriges Riddarhus 1682.

## Personer med namnet
- Erik Gustaf Queckfeldt (1688–1776), militär
- Ossian Queckfeldt (1855–1937), jurist